# Sheikhe Mazara
Sheikhe Mazara é uma aldeia no distrito de Shaheed Bhagat Singh Nagar, do estado de Punjab, Índia. Ela está localizada a 3 quilómetros de distância de Rahon, a XX quilómetros de Nawanshahr, a 12.8 quilómetros da sede do distrito Shaheed Bhagat Singh Nagar e a 86 quilómetros da capital Chandigarh. A aldeia é administrada por um Sarpanch, um representante eleito da aldeia.

## Demografia
De acordo com o censos de 2011, a aldeia tem um número total de 81 casas e uma população de 393 elementos, dos quais 204 são do sexo masculino e 189 são do sexo feminino de acordo com o relatório publicado pelo Censo da Índia em 2011. A taxa de alfabetização da aldeia é 93.66%, superior à media do estado, que é de 75.84%. A população de crianças sob a idade de 6 anos é de 46, que é 11.70% da população total da aldeia, e a relação do sexo das criança é aproximadamente 1091, quando comparada à média do estado de Punjab de 846. A maioria das pessoas é de Schedule Caste, constituindo cerca de 88.30% da população da aldeia. De acordo com o relatório publicado pelo Censo da Índia em 2011, 96 pessoas estavam envolvidas em actividades de trabalho fora da população total da aldeia que inclui 92 homens e 4 mulheres. De acordo com o relatório de pesquisa de censo de 2011, 97.92% dos trabalhadores descrevem seu trabalho como principal trabalho e 2.08% dos trabalhadores estão envolvidos na actividade marginal, que fornece subsistência por menos de 6 meses.

## Transporte
A estação ferroviária de Nawanshahré a estação de comboio mais próxima, no entanto, a estação ferroviária de Garhshankar fica a 24 quilómetros de distância da aldeia. O Aeroporto de Sahnewal é o aeroporto doméstico mais próximo, encontrando-se a 43.6 quilómetros, em Ludhiana, e o aeroporto internacional mais próximo fica situado em Chandigarh. Outro aeroporto internacional, o de Sri Guru Ram Dass Jee, é o segundo aeroporto internacional mais próximo, que fica a 165 quilómetros.